# Medalha John von Neumann IEEE

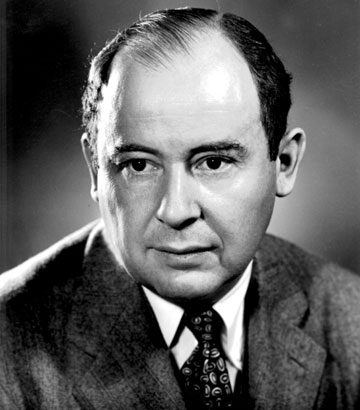
O matemático húngaro John Von Neumann (ca. 1943-1945). Seus feitos na ciência o fizeram receber a homenagem de ter a medalha batizada com seu nome.

A Medalha John von Neumann IEEE em inglês:  IEEE John von Neumann Medal} foi estabelecida pela direção do Instituto de Engenheiros Eletricistas e Eletrônicos em 1990. É uma condecoração anual "por realizações destacadas em ciência e tecnologia relativas à computação". As realizações podem ser teóricas, tecnológicas ou empresariais, e não necessitam terem sido feitas imediatamente antes da premiação.
É batizada com o nome de John von Neumann.

## Laureados
- 1992 - Gordon Bell
- 1993 - Fred Brooks
- 1994 - John Cocke
- 1995 - Donald Knuth
- 1996 - Carver Mead
- 1997 - Maurice Vincent Wilkes
- 1998 - Ivan Sutherland
- 1999 - Douglas Engelbart
- 2000 - John LeRoy Hennessy e David A. Patterson
- 2001 - Butler Lampson
- 2002 - Ole-Johan Dahl e Kristen Nygaard
- 2003 - Alfred Aho
- 2004 - Barbara Liskov
- 2005 - Michael Stonebraker
- 2006 - Edwin Catmull
- 2007 - Charles Thacker
- 2008 - Leslie Lamport
- 2009 - Susan Lois Graham
- 2010 - John Hopcroft e Jeffrey Ullman
- 2011 - Charles Antony Richard Hoare
- 2012 - Edward McCluskey
- 2013 - Jack Dennis
- 2014 - Cleve Moler
- 2015 - James Gosling[1]
- 2016 - Christos Papadimitriou[2]
- 2017 - Vladimir Vapnik
- 2018 - Patrick Cousot
- 2019 - Éva Tardos
- 2020 - Michael Irwin Jordan
- 2021 - Jeffrey Dean